# Lengua okodia
El idioma okodia, también llamado Okordia o Akita, es una lengua que se habla en el estado de Bayelsa, en el sur de Nigeria. Se habla en el área de gobierno local de Yenagoa. El okodia es hablado por las personas del grupo humano de los okodias.
El okodia es una lengua que pertenece al grupo lingüístico de las lenguas ijo occidentales, que son lenguas ijoides. Las otras lenguas de este grupo lingüístico son el biseni y el oruma, que también se hablan al sur de Nigeria.

## Uso de la lengua
El okodia es una lengua no estandarizada que es hablada por personas de todas las edades y generaciones. Sus hablantes también hablan la lengua izon.

## Población y religión
El 60% de los 8000 okodias son cristianos; de estos, el 70% son protestantes y el 30% católicos. El 40% de los okodias restantes creen en religiones tradicionales africanas.